# Asthenargus caucasicus
Asthenargus caucasicus är en spindelart som beskrevs av Andrei V. Tanasevitch 1987. Asthenargus caucasicus ingår i släktet Asthenargus och familjen täckvävarspindlar. Inga underarter finns listade.